# Горбата черепаха кільчаста
Горбата черепаха кільчаста (Graptemys oculifera) — вид черепах з роду Горбата черепаха родини Прісноводні черепахи.

## Опис
Загальна довжина карапаксу досягає 22 см. Спостерігається статевий диморфізм: самиці більші за самців. Голова невелика. Панцир дахоподібний, овальної форми. Карапакс має гребінь, який поділяється на частини. Особливо високо підняті догори 2 та 3 хребці.
Голова й кінцівки темно—коричневі з жовтими та помаранчевими вертикальними смужками. Карапакс коричневий. Хребці, що підняті догори, мають більш темне забарвлення. На темно— або світло—коричневому пластроні на кожному щитку чітко виділяються помаранчеві кола або овали. Звідси походить назва цієї черепахи.

## Спосіб життя
Полюбляє струмки з швидкою течією, піщаним або глинястим дном. Харчується рибою, ракоподібними, молюсками, комахами.
Самиця відкладає від 5 до 16 яєць у вологий пісок на березі. За температури 25 °C інкубаційний період триває 63 доби.

## Розповсюдження
Мешкає у гирлі р. Перл у штатах Луїзіана й Міссісіпі (США).